# University of Oxford Botanic Garden

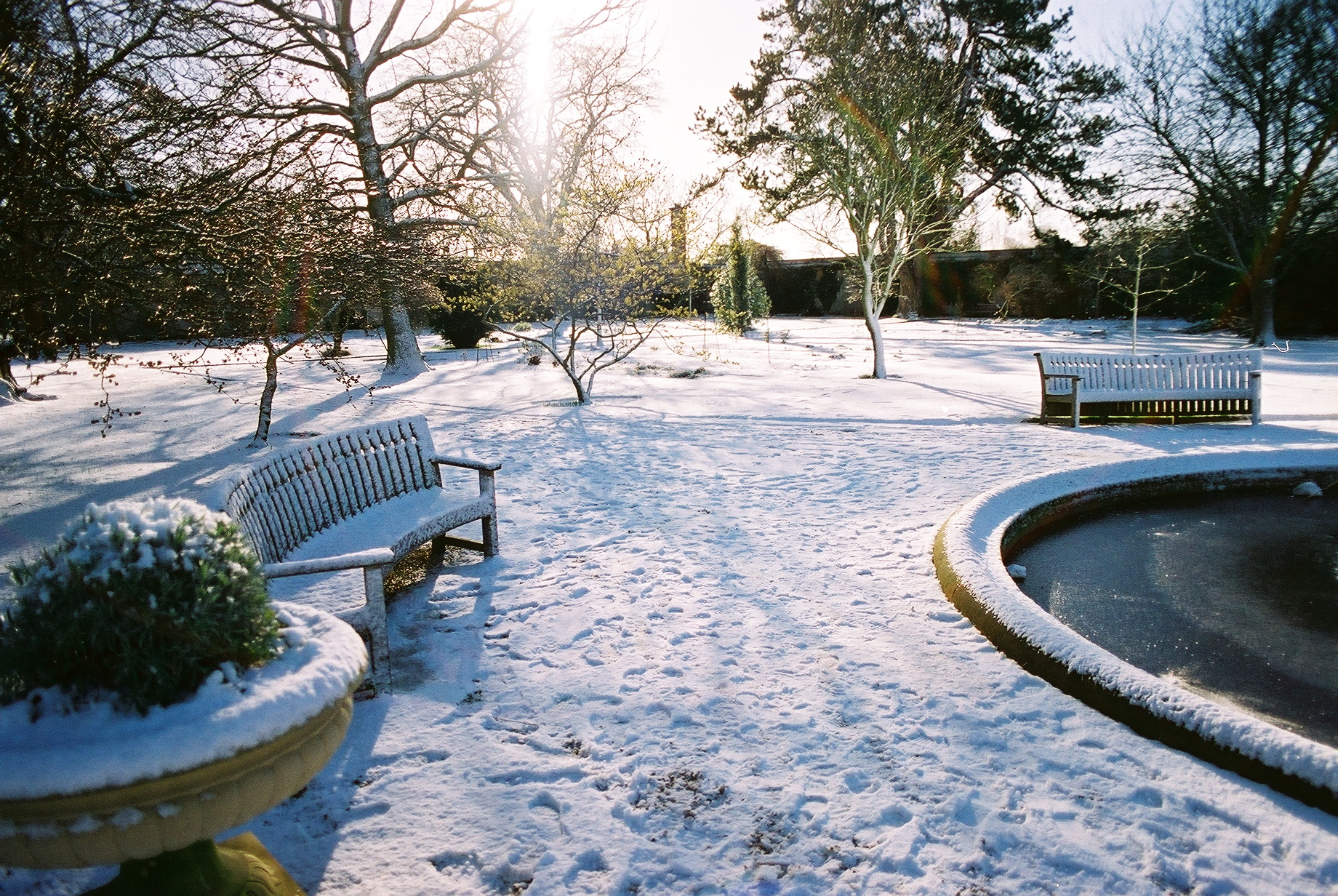
Botanische tuin in de winter

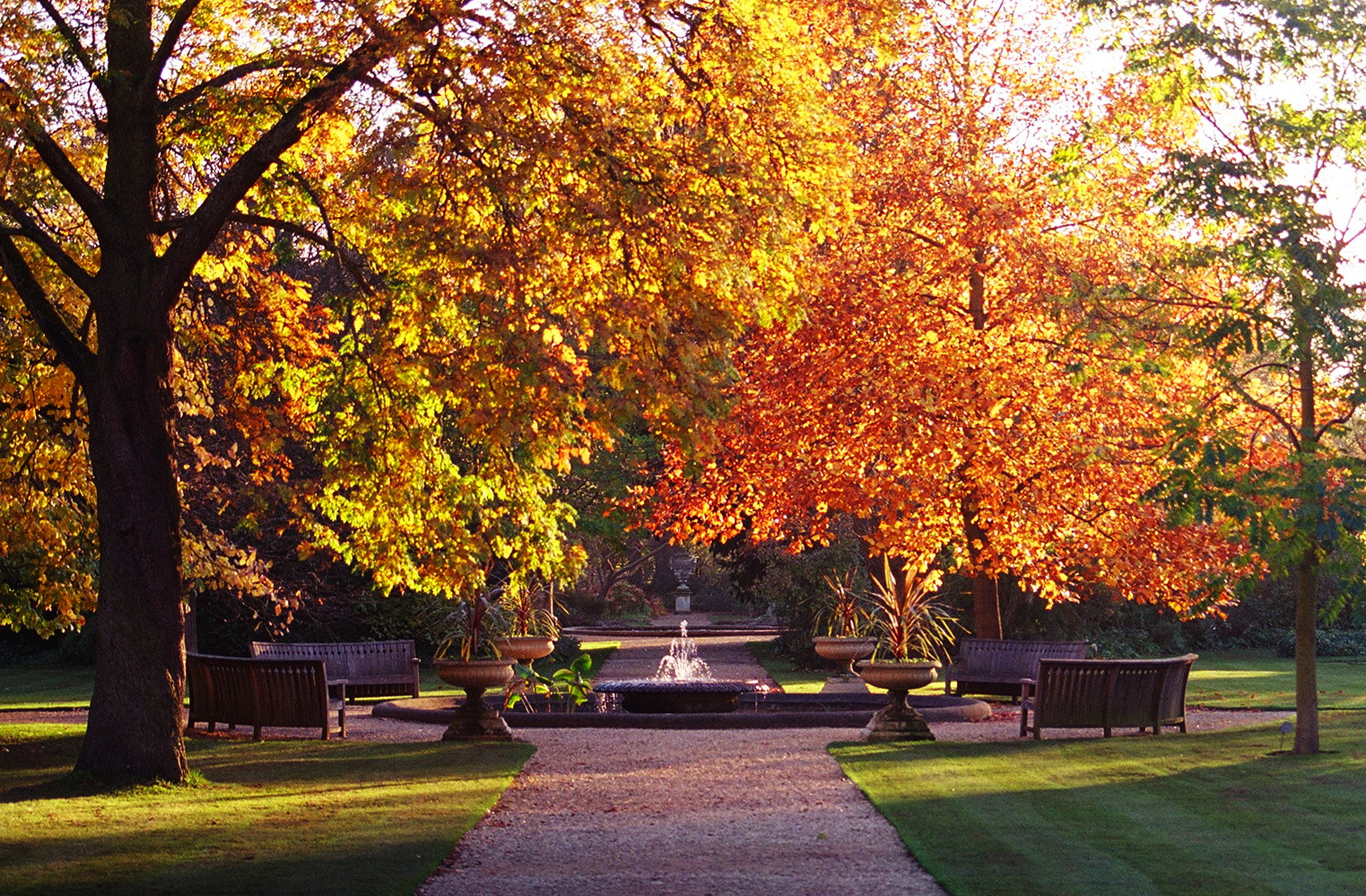
Botanische tuin in de herfst

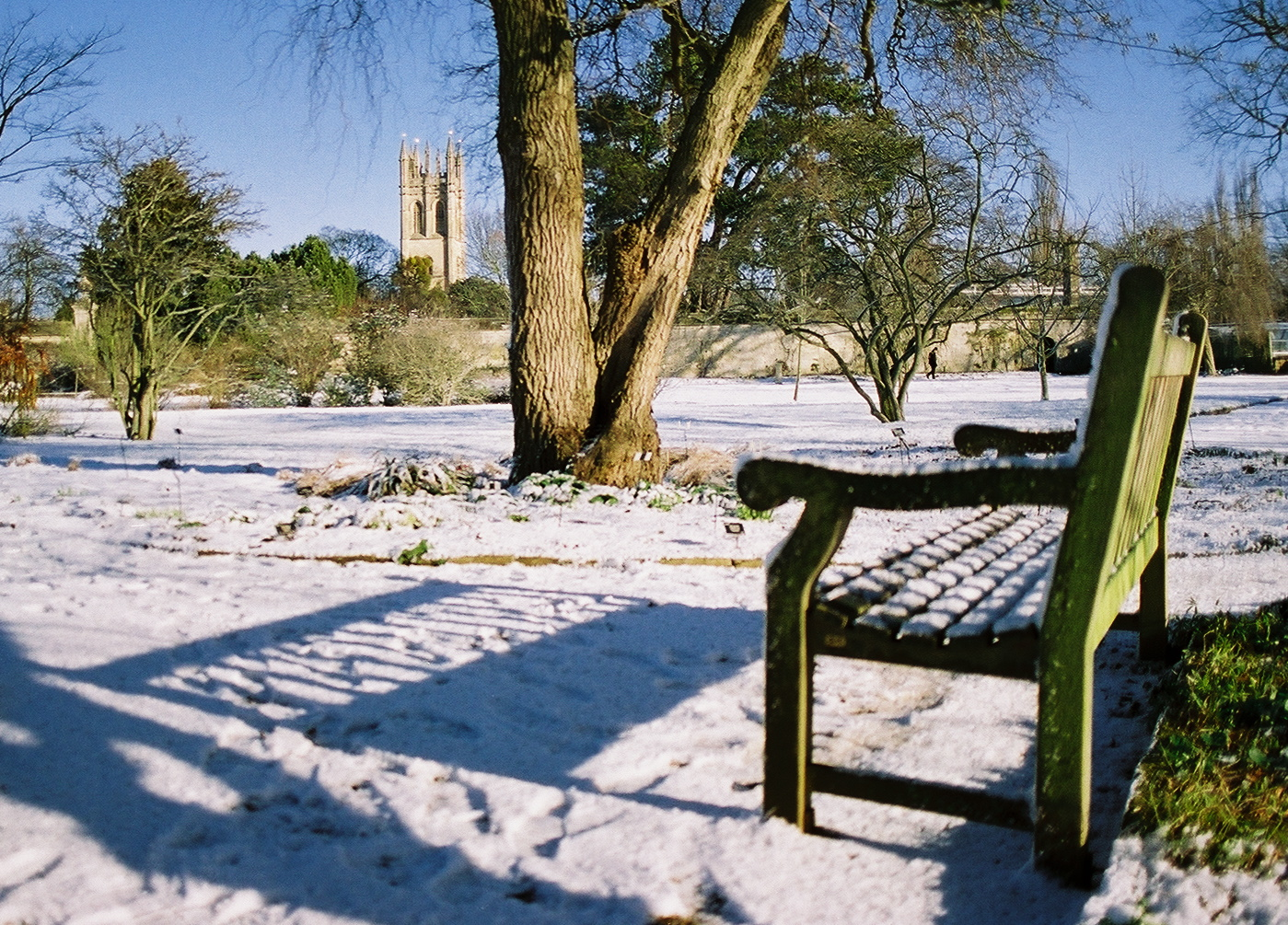
Houten bank in de botanische tuin

De University of Oxford Botanic Garden in Oxford is de oudste botanische tuin van Groot-Brittannië en een van de oudste wetenschappelijke tuinen ter wereld. De botanische tuin is verbonden met de Universiteit van Oxford en werd in 1621 opgericht na een gift van Henry Danvers om een tuin voor medicinale planten aan te leggen voor de “glorificatie van god en de bevordering van het onderwijs.” Timothy Walker, een docent aan Somerville College, was de Horti Praefectus van de tuin van 1988 tot 2014.
De planten worden in de tuin gekweekt voor onderwijsprogramma's, wetenschappelijk onderzoek en als onderdeel van plantenbeschermingsprojecten. De tuin vormt ook een nationale referentiecollectie voor de meer dan 7000 verschillende plantensoorten die er groeien. De oudste plant in de botanische tuin is een Taxus baccata die in 1645 is geplant.
De botanische tuin is aangesloten bij Botanic Gardens Conservation International, een non-profitorganisatie die botanische tuinen samen wil brengen in een wereldwijd samenwerkend netwerk om te komen tot het behoud van de biodiversiteit van planten.

## Onderdelen van de botanische tuin
De tuin bestaat uit drie onderdelen: Glasshouses (broeikassen), Walled Garden (ommuurde tuin) en het gebied buiten de ommuurde tuin die loopt tot River Cherwell. Tien km ten zuiden van Oxford ligt Harcourt Arboretum, een arboretum waarvan de plantencollectie integraal onderdeel uitmaakt van de botanische tuin.
Tot de broeikassen behoren:
- Conservatory, een broeikas in victoriaanse stijl waarin tentoonstellingen en andere evenementen worden georganiseerd. In deze kas worden onder andere Abutilon, Fuchsia en Primula gehouden.
- Alpine House, een kas waarin alpiene planten van bergstreken van de hele wereld worden gehouden.
- Fernery, een kas waarin varens worden gehouden
- Lily House, een tropische kas met daarin tropische planten als waterlelies zoals Victoria cruziana en nutsgewassen waaronder banaan, rijst, suikerriet en papyrusriet.
- Insectivorous House, een kas waarin vleesetende planten als Dionaea, Drosera, Sarracenia en Utricularia worden gehouden.
- Palm House, de grootste broeikas in de botanische tuin. Deze kas huisvest palmen en (sub)tropische gewassen zoals citrussen, Capsicum, zoete aardappel, papaja, olijf, koffieplant, gember, kokospalm en oliepalm. Ook worden er onder meer palmvarens, Acanthaceae waaronder de garnalenplant, Gesneriaceae en Begonia gehouden.
- Arid House, een droge kas waarin planten uit streken met minder dan 100 mm regen per jaar worden gehouden. Hier worden verschillende cactussen en andere succulenten gehouden zoals Euphorbia, waarvan de botanische tuin namens de National Council for the Conservation of Plants and Gardens de nationale plantencollectie beheert.

The Walled Garden is een ommuurde tuin waarin winterharde planten zijn gerangschikt op basis van verwantschappen. Hiervoor worden de meest recente wetenschappelijke inzichten gebruikt.
Buiten the Walled Garden zijn onder andere te vinden:
- Water Garden, een watertuin met een vijver met verschillende water- en oeverplanten. Ook zijn hier dieren als libellen en salamanders te zien.
- Herbaceous Border, een tuin met kruidachtige planten
- 1648 Collection, een tuin met daarin de planten die in de begindagen ook in de botanische tuin groeiden
- Rock Garden, een rotstuin met in het oostelijke gedeelte rotsplanten uit Europa en in het westelijke gedeelte rotsplanten uit de rest van de wereld.
- Autumn Borders, een tuin met een beplanting die in september en oktober op haar hoogtepunt is. Er groeien struiken, kruidachtige vaste planten en eenjarige planten. In de lente bloeien er tulpen.